# All Souls College
All Souls College, Kolegium Wszystkich Zmarłych (pełna nazwa: College of the souls of all the faithful departed, dosłownie Kolegium Dusz Wszystkich Wiernych Zmarłych) – kolegium Uniwersytetu Oksfordzkiego założone 20 maja 1438 roku przez króla Anglii Henryka VI i Henryka Chichelego (profesora w New College w Oksfordzie i arcybiskupa Canterbury) w intencji zbawienia dusz Anglików poległych w wojnie stuletniej. 
Jest to jedyne kolegium w Oksfordzie niezajmujące się kształceniem studentów, a jedynie zrzeszające fellows, czyli profesorów uniwersytetu. Przynależność do All Souls College uważana jest za najwyższe wyróżnienie w brytyjskim świecie naukowym.
All Souls College jest również jednym z najbogatszych kolegiów, z majątkiem wynoszącym 144 miliony funtów.

## Sławni członkowie
- Isaiah Berlin
- George Curzon
- Robert Gascoyne-Cecil
- Keith Joseph
- Leszek Kołakowski
- Thomas Edward Lawrence
- Noel Malcolm
- Max Müller
- Derek Parfit
- Sarvepalli Radhakrishnan
- Amartya Sen
- Joseph E. Stiglitz
- Bernard Williams
- Edward Wood
- Christopher Wren